# 日中双方の新聞記者交換に関するメモ
日中双方の新聞記者交換に関するメモ（にっちゅうそうほうのしんぶんきしゃこうかんにかんするメモ）は、日中国交正常化前の日本と中華人民共和国の間における記者の相互常駐に関する協定であり、日中記者交換協定、記者交換取極とも呼ばれていた。
1964年の日中LT貿易にて結ばれ、のちに1972年の日中国交正常化により失効した後、新たな記者交換取極が交わされた。

## 概要
1952年（昭和27年）、日本は、台湾の中華民国との間「日本国と中華民国との間の平和条約」（日華平和条約）を締結した。これにより、ともに中国における正統な政府であることを主張する中国国民党政府と1949年（昭和24年）中華人民共和国建国を宣言し北京を首都とする中国共産党政府のうち、日本は中華民国政府を「中国の正統な政府」と認めて国交を結んだ。
その後、紆余曲折を経て、1962年（昭和37年）に日本と共産党政府との間で「日中総合貿易に関する覚書」が交わされ、同政府が支配する大陸地区との経済交流（いわゆるLT貿易）が行われるようになった。
通常、国交の無い国への記者派遣は困難な場合が多いが、1964年（昭和39年）4月19日、当時LT貿易を扱っていた高碕達之助事務所と廖承志事務所は、日中双方の新聞記者交換と「貿易連絡所」の相互設置に関する事項を取り決めた。
会談の代表者は、衆院議員松村謙三衆議院議員と中日友好協会会長廖承志。この会談には、日本側から竹山祐太郎、岡崎嘉平太、古井喜実、大久保任晴が参加し、中国側から孫平化、王暁雲が参加した。
ここで取り決められた記者交換が後に言う「日中双方の新聞記者交換に関するメモ」である。
記者交換に関する取り決めの内容は次の通り。
一 廖承志氏と松村謙三氏との会談の結果にもとづき、日中双方は新聞記者の交換を決定した。
二 記者交換に関する具体的な事務は、入国手続きを含めて廖承志事務所と高碕事務所を窓口として連絡し、処理する。
三 交換する新聞記者の人数は、それぞれ八人以内とし、一新聞社または通信社、放送局、テレビ局につき、一人の記者を派遣することを原則とする。必要な場合、双方は、各自の状況にもとづき、八人の枠の中で適切な訂正を加えることができる。
四 第一回の新聞記者の派遣は、一九六四年六月末に実現することをめどとする。
五 双方は、同時に新聞記者を交換する。
六 双方の新聞記者の相手国における一回の滞在期間は、一年以内とする。
七 双方は、相手方新聞記者の安全を保護するものとする。
八 双方は、相手側新聞記者の取材活動に便宜を与えるものとする。
九 双方の記者は駐在国の外国新聞記者に対する管理規定を遵守するとともに、駐在国が外国新聞記者に与えるのと同じ待遇を受けるものとする。
十 双方は、相手側新聞記者の通信の自由を保障する。
十一 双方が本取り決めを実施する中で問題に出あった場合、廖承志事務所と高碕事務所が話し合いによって解決する。
十二 本会談メモは、中国文と日本文によって作成され、両国文は同等の効力をもつものとする。廖承志事務所と高碕事務所は、それぞれ中国文と日本文の本会談メモを一部ずつ保有する。
附属文書 
かねて周首相と松村氏との間に意見一致をみた両国友好親善に関する基本五原則、すなわち両国は政治の体制を異にするけれども互いに相手の立ち場を尊重して、相侵さないという原則を松村・廖承志会談において確認し、この原則のもとに記者交換を行なうものである。

### 1968年の修正
1968年（昭和43年）3月6日、「日中覚書貿易会談コミュニケ」（日本日中覚書貿易事務所代表・中国中日備忘録貿易弁事処代表の会談コミュニケ）が発表され、LT貿易に替わり覚書貿易が制度化された。この会談は、同年2月8日から3月6日までの間、松村謙三が派遣した日本日中覚書貿易事務所代表の古井喜実、岡崎嘉平太、田川誠一と中国中日備忘録貿易弁事処代表の劉希文、王暁雲、孫平化により、北京で行われた。
コミュニケの内容は、次の通り。
双方は、日中両国は近隣であり、両国国民の間には伝統的な友情があると考え、日中両国国民の友好関係を増進し、両国関係の正常化を促進することは、日中両国国民の共通の願望にかなっているばかりでなく、アジアと世界の平和を守ることにも有益であると認めた。
中国側は、われわれの間の関係を含む中日関係に存在する障害は、アメリカ帝国主義と日本当局の推し進めている中国敵視政策によってもたらされたものであると指摘した。
日本側は、中国側の立場に対して深い理解を示し、今後このような障害を排除し、日中関係の正常化を促進するために更に努力をはらうことを表明した。
中国側は、中日関係における政治三原則と政治経済不可分の原則を堅持することを重ねて強調した。日本側は、これに同意した。双方は、政治経済不可分の原則とは、政治と経済は切りはなすことが出来ず、互いに関連し、促進しあうものであり、政治関係の改善こそ経済関係の発展に役立つものであるとの考えであることを認めた。
双方は、政治三原則と政治経済不可分の原則は、日中関係において遵守されるべき原則であり、われわれの間の関係における政治的基礎であると一致して確認し、上記の原則を遵守し、この政治的基礎を確保するためにひとつづき努力をはらう旨の決意を表明した。
双方は、一九六八年度覚書貿易事項について取りきめを行なった。
また、同日、先に交わされた記者交換に関する取り決めの修正も合意された。修正内容は次の通り。
一 双方は、記者交換に関するメモにもとづいて行われた新聞記者の相互交換は双方が一九六八年三月六日に発表した会談コミュニケに示された原則を遵守し、日中両国民の相互理解と友好関係の増進に役立つべきものであると一致して確認した。
二 双方は、記者交換に関する第三項に規定されている新聞記者交換の人数をそれぞれ八名以内からそれぞれ五名以内に改めることに一致して同意した。
三 この取りきめ事項は記者交換に関するメモに対する補足と修正条項となるものとし、同等の効力を有する。
四 この取りきめ事項は日本文、中国文によって作成され、両国文同等の効力を有する。日本日中覚書貿易事務所と中国中日備忘録貿易弁事処はそれぞれ日本文、中国文の本取りきめ事項を一部ずつ保有する。
この修正内容のうち、「会談コミュニケに示された原則」とは、会談コミュニケの中の「政治三原則と政治経済不可分の原則」を指す。
「政治三原則」とは、1958年8月に訪中した社会党の佐多忠隆・参議院議員に対し、廖承志（当時、全国人民代表大会常務委員会委員）が周恩来・総理、陳毅・外交部長の代理として示した公式見解以来、中国側がたびたび主張してきた日中間の外交原則である。1960年8月27日に発表された「周恩来中国首相の対日貿易3原則に関する談話」に現れる。この後日本外務省は1968年に日中双方が確認した政治三原則として、次のように外交青書に記している。
1. 中国敵視政策をとらない
2. 「二つの中国」をつくる陰謀に参加しない
3. 中日両国の正常な関係の回復を妨げない

この政治三原則と政経不可分の原則に基づいて日中記者交換を維持しようとするもので、当時日本新聞協会と中国新聞工作者協会との間で交渉が進められているにもかかわらず、対中関係を改善しようとする政府・自民党によって頭ごしに決められたという側面がある。日本側は記者を北京に派遣するにあたって、中国の意に反する報道を行わないことを約束したものであり、当時北京に常駐記者をおいていた朝日新聞、読売新聞、毎日新聞、NHKなどや今後北京に常駐を希望する報道各社にもこの文書を承認することが要求された。以上の条文を厳守しない場合は中国に支社を置き記者を常駐させることを禁じられた。
この協定に関連する動きとして、文化大革命期に産経新聞を除く各メディアは中華人民共和国国務院の台湾支局閉鎖の要求を呑んで北京に支局を開局した。産経新聞は国務院の要求を一貫して拒否し、結果として1967年（昭和42年）に記者柴田穂が国外追放されて以降は、1998年（平成10年）までの31年間、北京に支局を置くことがなかった。
なお、この1968年（昭和43年）の記者交換協定の改定は、北京で改定交渉に当たった田川誠一らと中華人民共和国政府との間で「結論は一般には公表しない」ことが決められ、その内容も報道されなかった。この不明朗な措置は、後に「一部の評論家などから、日中記者交換協定が、中国への敵視政策をとらないという政治三原則に組み込まれ、報道の自由を失っているとの批判を招く」一因になったとされる。
1972年の日中国交正常化の結果1973年末に失効となり、この後日中両国政府間の記者交換に関する交換公文が締結された。

## 取り決め後の動向
- 1964年4月 - 高碕達之助事務所と廖承志事務所が貿易連絡所の相互設置と「日中双方の新聞記者交換に関するメモ」を取り決める。
  - 同年9月 - 記者交換として日本側の9社（9人）の記者が中国駐在となる。
  - 同年10月 - 東京オリンピック（同年10月10日-10月24日）開催中の10月16日、中国では初の核実験（596核実験）が新疆ウイグル自治区（ロプノール）で実行される。日本社会党の成田知巳も訪中先の北京で実験は遺憾と談話し、日本国内からも非難の声が上がる。
- 1966年8月 - 北京の天安門広場で、同月から11月にかけて毛主席による紅衛兵接見が行われる。
  - 同年11月 - 文化大革命による全中への紅衛兵運動拡大とともに、中国国内では紅衛兵運動を行う学生らによる乱闘事件などが多発する過激な運動となり、街頭には政権中枢の抗争激化を示唆する壁新聞が溢れた。この中国国内の情勢を駐在中の日本側記者が報じて、ボーン国際記者賞を受賞、海外にも転電された。
- 1967年2月 - この毛主席と文革に関する日本側の報道内容に関して、中国外交部は記者交換協定の精神に背く非友好的な報道と見解を述べ、日本記者団の幹事と毎日新聞の高田記者に抗議と警告を行った。
  - 同年11月 - 中国駐在の朝日新聞社記者に、東京駐在の中国記者が妨害、制限を受けていると警告。
  - 同年9月 - 警告に反し中国情勢を歪曲して報道したとして、毎日新聞の江頭記者、産経新聞の柴田記者、西日本新聞の田中記者の3名に対し国外退去を通告、強制出国となる。
  - 同年10月 - 読売新聞のダライラマ招請に関して、東京の廖承志事務所から読売記者へ北京常駐の資格取り消しが通告される。 これにより北京の日本側記者は、日経新聞、朝日新聞、NHK、共同通信の計4社（4人）となる。
  - 同年12月31日 - LT貿易の協定期限が完了する。
- 1968年2月 - 古井喜実、岡崎嘉平太、田川誠一の三氏が訪中、覚書貿易と記者交換の継続を交渉。
  - 同年3月6日 - 「覚書貿易」並びに「記者交換に関する取り決めの修正」の妥結。記者交換は継続されたが、記者交換枠の人数が減り5人となる。
  - 同年6月 - 日経新聞の鮫島記者がスパイ容疑で人民解放軍北京市公安局軍事管制委員会に逮捕、拘留される。
- 1972年9月 - 日中国交正常化。

## 国外退去処分
この協定に関連してかどうかは不明であるが、参考として記者が国外退去処分を受けた事例を述べる。
中国からの国外退去処分の具体的な事件としては、産経新聞の北京支局長・柴田穂は、中国の壁新聞（街頭に張ってある新聞）を翻訳し日本へ紹介していたが、1967年追放処分を受けた 。この時期は他の新聞社も、朝日新聞を除いて追放処分を受けている。
1968年（昭和43年）6月には日本経済新聞の鮫島敬治記者がスパイ容疑で逮捕され、1年半に渡って拘留される（鮫島事件）。
1980年代には共同通信社の北京特派員であった辺見秀逸記者が、中国共産党の機密文書をスクープし、その後処分を受けた。1990年代には読売新聞社の北京特派員記者が、「1996年以降、中国の国家秘密を違法に報道した」などとして、当局から国外退去処分を通告された例がある。読売新聞社は、「記者の行動は通常の取材活動の範囲内だったと確信している」としている。
2002年5月に発生した瀋陽総領事館北朝鮮人亡命者駆け込み事件（ハンミちゃん事件）のビデオ映像を、共同通信外信部が世界に対して報道。この事件後6ヶ月間、共同通信記者に対して中国から取材・報道ビザの発行が認められなくなった。一般観光客として入国は出来たものの、入国記者はジャーナリスト身分の保障がない状態が続いた。